# عزلة بني موسى (ذمار)

تعديل مصدري - تعديل

عزلة بني موسى هي إحدى عزل مديرية وصاب السافل في محافظة ذمار اليمنية ويبلغ تعداد سكانها 3962 نسمة حسب التعداد السكاني في اليمن لعام 2004.